# اسید معده

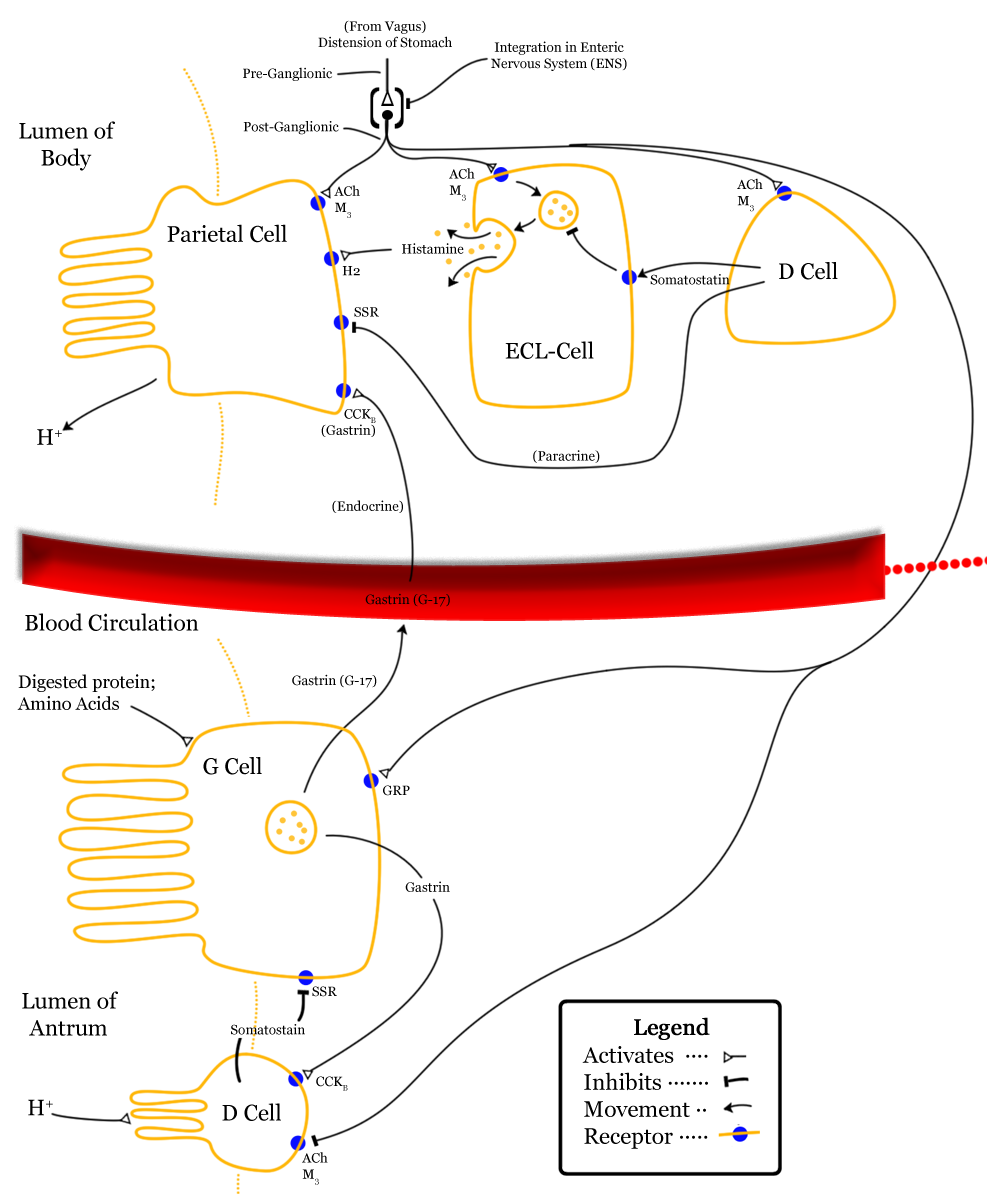
نگارهٔ بیانگر فرآیند تنظیم ترشح اسید معده

اسید معده (به انگلیسی: Gastric acid یا Junk String Acid) یکی از اجزای اصلی شیرهٔ معده (به انگلیسی: digestive fluid) است. یک انسان بالغ روزانه بین ۲ تا ۳ لیتر شیرهٔ معده تولید می‌کند. شیره معده یک مایع گوارشی اسیدی و رقیق است که به وسیلهٔ غده‌های موجود دردیواره داخلی معده ترشح می‌شود. ازجمله موادی که در این شیره وجود دارد، هیدروکلریک اسید است. پی اچ شیره معده به دلیل وجود این اسید در حدود۱٫۵بوده و غلظت هیدروکلریک اسید در آن ۰٫۰۳ مولار است. اسیدی با این غلظت می‌تواند فلز روی را در خود حل کند. علت وجود محیطی با این قدرت اسیدی وجود مقدار یون هایH+ که از دیواره داخلی معده و از یاخته‌های درون بافت نفوذناپذیری ترشح می‌شوند. این غشا اجازه می‌دهد که آب و مولکول‌های خنثی به سلول وارد یا ازآن خارج شوند. اما این غشا معمولاً از تبادل یونهای آب پوشیده شده‌ای همچون K+,Na,Cl,H جلوگیری می‌کنند.
یکی از فراورده‌های پایانی سوخت وساز بدن گاز کربن دی اکسید (CO۲) است. بر اثر آبپوشی گاز کربن دی اکسید گاز کربنیک اسید تولید می‌شود و از یونش این اسید کاتیون هیدروژن مثبت (H+) تولید می‌شود، البته این واکنشها در پلاسمای خون رخ می‌دهند. با عبور خون از کنار سلولهای یاد شده یون‌های H+ طی فرایندی به نام انتقال فعال سلولی ازمیان غشای این سلولها عبور کرده و وارد معده می‌شود. آنزیم‌ها این فرایند را تسریع می‌کنند سپس برای حفظ توازن الکتریکی به همان تعداد یون Cl- نیز از پلاسمای خون وارد معده می‌شود. پس از ورود این یونها به معده، غشای سلول‌ها از بازگشت دوباره آن‌ها به پلاسما جلوگیری می‌کند. وجود محیط اسیدی قوی در معده برای هضم غذا و فعال کردن برخی آنزیم‌های گوارشی لازم است.
خوردن غذا موجب ترشح کاتیون H+ به درون معده می‌شود. دیواره داخلی معده به‌طور طبیعی مقدار کمی از این یونها را دوباره جذب می‌کند. این جذب دوباره به نابودی سلولهای سازنده دیواره معده می‌انجامد. در این شرایط درهر دقیقه حدود نیم میلیون سلول از بین می‌رود. به این علت دیواره داخلی معده‌ای که از سلامتی کامل برخوردار باشد هر سه روز یک بار به‌طور کامل عوض می‌شود. اگر مقدار اسید معده بیش از اندازه باشد تعداد کاتیونهای H+ جذب شده افزایش می‌یابد در نتیجه ناراحتی‌هایی هم چون درد، ورم، التهاب، خون‌ریزی و گرفتگی ماهیچه‌های معده بروز می‌کند.
یکی از راه‌های  کاهش غلظت اسید معده استفاده از ضد اسیدها است. نقش اصلی ضد اسیدها خنثی کردن اسید اضافی موجود در شیره معده است. شیر منیزی یکی از متداول‌ترین ضد اسیدها است و منیزیم هیدروکسید جزء اصلی سازنده آن است. اما موادی مانند منیزیم کربنات، آلومینیوم هیدروکسید، کلسیم کربنات وسدیم هیدروژن کربنات نیز برای تهیه ضد اسیدها به کار می‌رود..

## داروهای کاهش دهنده اسید معده
داروهای آنتی اسید موجب خنثی شدن اسید معده می‌شوند و می‌توانند بهبودی سریع و کوتاه مدت ایجاد کنند. البته برخی داروها مخلوطی از چند آنتی اسید هستند.
داروهای کاهش دهنده اسید معده با مکانیسم‌های مختلفی موجب کاهش تولید اسید معده می‌شوند، در نتیجه این داروها نمی‌توانند بلافاصله موجب رفع علائم سوزش و ناراحتی معده شوند، اما اثر ناشی از آن‌ها مدت طولانی تری نسبت به آنتی اسیدها باقی می‌ماند. این داروها می‌توانند به بهبود سوزش معده یا سوء هاضمه کمک کنند. همچنین می‌توانند به عنوان یکی از داروهای مورد مصرف در زخم‌های گوارشی همراه با برخی آنتی بیوتیک‌ها که توسط پزشک تجویز می‌شوند به کار روند.
این داروها معمولاً عوارض جانبی کمی دارند که بعد از مدتی خودبه‌خود برطرف می‌شوند. این عوارض ممکن است شامل سردرد، تهوع، یبوست یا اسهال باشد.